# Rachel Skarsten
Rachel Alice Marie Skarsten (Toronto, Ontario; 23 de abril de 1985) es una actriz canadiense, más conocida por haber interpretado a Elizabeth Lawrence en la serie Little Men, a Dinah Lance en la serie Birds of Prey, a Tamsin en la serie Lost Girl, a Isabel I de Inglaterra en la serie Reign y a Beth Kane / Alice en Batwoman.

## Biografía
Es hija de Mary Aileen Self Skarsten y del doctor Stan Skarsten; tiene un hermano menor, Jonathan Skarsten.
Se graduó de la prestigiosa escuela "Claude Watson School for the Arts" de Toronto.
Bailó para el "Royal Academy of Dance" por doce años.
Habla fluidamente noruego.

## Carrera
En 1998 se unió al elenco principal de la serie Little Men, donde dio vida a la joven Elizabeth "Bess" Lawrence hasta el final de la serie en 1999.
En 2002 interpretó a la heroína Dinah Lance, más conocida como Canario Negro, una joven con poderes psíquicos en la serie Birds of Prey hasta el final de la serie en 2003. Ese mismo año apareció en el video musical de Our Lady Peace titulado "Innocence".
En 2011 apareció como invitada en la serie Flashpoint, donde dio vida a Natalie "Natty" Braddock. Ese mismo año apareció en la serie The Listener, donde interpretó a la paramédico Elyse hasta 2012. En 2012 apareció como invitada en dos episodios de la serie Beauty & the Beast, donde interpretó a Brooke Chandler. En 2013 se unió al elenco recurrente de la tercera temporada de la serie canadiense Lost Girl, donde interpreta a la valquiria Tamsin hasta ahora. En 2015 obtuvo un papel secundario en la película Fifty Shades of Grey, donde interpretó a Andrea. En marzo del mismo año, se anunció que se uniría al elenco del final de la segunda temporada de la serie Reign, donde dio vida a la reina Isabel I de Inglaterra.
A partir de 2019, Skarsten antagoniza la serie de The CW, Batwoman, interpretando a Alice.

## Filmografía

### Series de televisión
| Año         | Título                  | Personaje                     | Notas                             |
| ----------- | ----------------------- | ----------------------------- | --------------------------------- |
| 2019 - 2022 | Batwoman                | Beth Kane / Alice             | 50 episodios                      |
| 2018        | Imposters               | Poppy Langmore                | 4 episodios                       |
| 2015 - 2017 | Reign                   | Reina Elizabeth de Inglaterra | 30 episodios                      |
| 2013 - 2015 | Lost Girl               | Tamsin                        | 34 episodios                      |
| 2013        | Republic of Doyle       | Veronica Frye                 | episodio "Hook, Line and Sinker"  |
| 2012        | Beauty & the Beast      | Brooke Chandler               | 2 episodios                       |
| 2012        | Transporter: The Series | Delia Weigert                 | episodio "The General's Daughter" |
| 2012        | The L.A. Complex        | Roxanne                       | 3 episodios                       |
| 2011 - 2012 | The Listener            | Elyse                         | 3 episodios                       |
| 2011        | Flashpoint              | Natalie Braddock              | 4 episodios                       |
| 2003        | 1-800-Missing           | Brittney Moore                | episodio "Basic Training"         |
| 2002 - 2003 | Birds of Prey           | Dinah Laurel Lance            | 14 episodios                      |
| 2002        | Tracker                 | Jamie Swenson / Lontoria      | episodio "The Miracle"            |
| 2002        | POV Sports on CBC       | Presentadora                  | -                                 |
| 2001        | Screech Owls            | Suki Sutherland               | episodio "A Star Is Gone"         |
| 2000        | Twice in a Lifetime     | Julie Adams (de joven)        | episodio "Curveball"              |
| 1998 - 1999 | Little Men              | Elizabeth "Bess" Lawrence     | 24 episodios                      |
| 1998        | The Famous Jett Jackson | Mickey Twitty                 | episodio "Vootle-Muck-a-Heev"     |

### Películas
| Año  | Título                           | Personaje        | Notas                                                                                              |
| ---- | -------------------------------- | ---------------- | -------------------------------------------------------------------------------------------------- |
| 2019 | Sin Tiempo Para el Amor          | Megan Murphy     | junto a Brant Daugherty                                                                            |
| 2015 | Fifty Shades of Grey             | Andrea           | junto a Dakota Johnson, Jamie Dornan, Eloise Mumford, Luke Grimes y Rita Ora                       |
| 2012 | The Vow                          | Rose             | junto a Rachel McAdams, Channing Tatum, Jessica Lange, Sam Neill, Jessica McNamee y Lucas Bryant   |
| 2005 | Category 7: The End of the World | Lyra Duffy       | junto a Cameron Daddo, Gina Gershon, Randy Quaid, Robert Wagner, Adam Rodríguez y Sebastian Spence |
| 2003 | Fear of the Dark                 | Heather Fontaine | junto a Kevin Zegers, Jesse James, Charles Edwin Powell, Linda Purl y Daniel Rindress-Kay          |

### Apariciones
| Año  | Grupo          | Canción   | Notas                        |
| ---- | -------------- | --------- | ---------------------------- |
| 2002 | Our Lady Peace | Innocence | apareció en el video musical |

## Premios y nominaciones
| Año  | Categoría | Premio             | Serie      | Resultado |
| ---- | --- | ------------------ | ---------- | --------- |
| 2000 | Best Performance in a TV Series - Young Ensemble (junto a Trevor Blumas, Alexander Campbell, Britt Irvin y Corey Sevier) | Young Artist Award | Little Men | Nominados |